# 山の人気者
『山の人気者』（The Alpine Milkman）は、ジミー時田とマウンテン・プレイボーイズのアルバムであり、本バンドのリーダーを務める時田が、英連邦やドイツ、アメリカの民謡やポップ・ソングに取り組んだアルバムである。

## 収録曲
Side 1
1. 山の人気者 - The Alpine Milkman
2. アイルランドの子守唄 - Irish Lullaby
3. 埴生の宿 - Home, Sweet Home
4. アニー・ローリー - Annie Laurie
5. 故郷の空 - Comin' Thro' the Rye

Side 2
1. ロンドンデリーの歌 - Londonderry Air
2. 懐かしのヴァージニア - Carry Me Back to Old Virginia
3. ローレライ - Loreley
4. アイヴ・ビーン・ウォーキン・ザ・レイルロード - I've Been Walking the Railroad
5. ディキシー - Dixie

## パーソネル
ジミー時田とマウンテン・プレイボーイズ
- ジミー時田 (ヴォーカル、ギター)
- 吉田一男 (ヴォーカル、ギター、コメディー)
- 名倉あきら (エレクトリック・ギター、バンジョー)
- 松平直久 (スティール・ギター、ドブロ)
- 宮城久弥 (フィドル)
- 岩倉忠雄 (ベース、コメディー)

## 備考
本バンドでベース担当であった碇矢長一は、1961年12月31日に巡業の往路で起こした交通事故により、かねてより所属事務所との関係が悪化しており、1962年にバンドを脱退（その直後、桜井輝夫とザ・ドリフターズに加入）。代わりに岩倉忠雄が加入した。